# Rumeysa Gelgi
Rumeysa Gelgi (Karabük, 1º gennaio 1997) è un'avvocata e sviluppatrice web turca.
Secondo il Guinness dei primati, è la donna più alta vivente al mondo. Detiene anche i primati femminili per le mani più grandi, dita più lunghe, dorso più lungo e, in precedenza, ha detenuto anche il primato di adolescente donna più alta vivente. È alta 215,16 cm e pesa 90 kg.
Gelgi vive nella provincia turca di Karabük. La sua altezza è causata dalla sindrome di Weaver, una rara condizione che provoca una crescita rapida e altre anomalie e che colpisce gli uomini tre volte più delle donne. A causa della sua condizione, di solito usa una sedia a rotelle per muoversi, ma può camminare per brevi periodi di tempo con un deambulatore. Non può sedersi su sedili di altezza inferiore a 50-55 cm.
Gelgi afferma di voler utilizzare il suo primato per sensibilizzare l'opinione pubblica su malattie e condizioni come la sua.
Il 28 settembre 2022, Gelgi è riuscita a volare in aereo per la prima volta nella sua vita. La Turkish Airlines ha dovuto posizionare una barella su sei file di sedie in uno dei suoi aerei per rendere possibile il suo viaggio da Istanbul a San Francisco. L'evento ha attirato l'attenzione dei media ed è stato mostrato in un documentario del Guinness World Records intitolato Rumeysa: Walking Tall.
Il 21 novembre 2024 ha incontrato per la prima volta Jyoti Amge, la donna più bassa del mondo, all'Hotel Savoy di Londra.